# 수산식물품종관리센터
수산식물품종관리센터는 수산식물에 관한 품종심사 및 관리를 위해 설립된 대한민국 해양수산부 국립수산과학원 소속기관으로 수산식물품종관리센터장은 해양수산연구관으로 보한다. 전라남도 목포시에 위치하고 있다.

## 연혁
- 2012년 4월 12일 수산식물품종관리센터 개소[2]

## 주요 업무
- 해조류의 신품종 출원심사 및 등록에 관한 업무
- 품종의 생산·수입판매 신고 접수
- 불법 유통종자 단속 등 종자의 유통관리